# Grote rombische kuboctaëder
Een grote rombische kuboctaëder is een archimedisch lichaam met 26 vlakken waarvan 6 regelmatige achthoeken, 8 regelmatige zeshoeken en 12 vierkanten, 48 hoekpunten en 72 gelijke ribben.
Vergeleken met de kubus bevinden de achthoeken zich op de plaats van de zijvlakken van de kubus, de vierkanten op de plaats van de ribben en de zeshoeken op de plaats van de hoekpunten. Er zijn twee mogelijkheden de grote rombische kuboctaëder met verder nog andere lichamen de ruimte volledig te vullen. Dat kan met de afgeknotte octaëder en de kubus of met de afgeknotte kubus en de afgeknotte tetraëder.

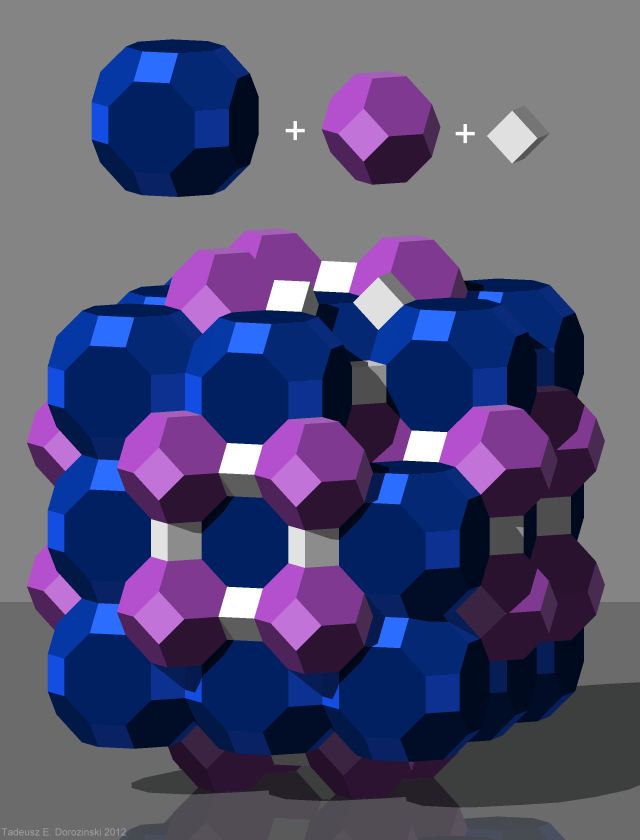
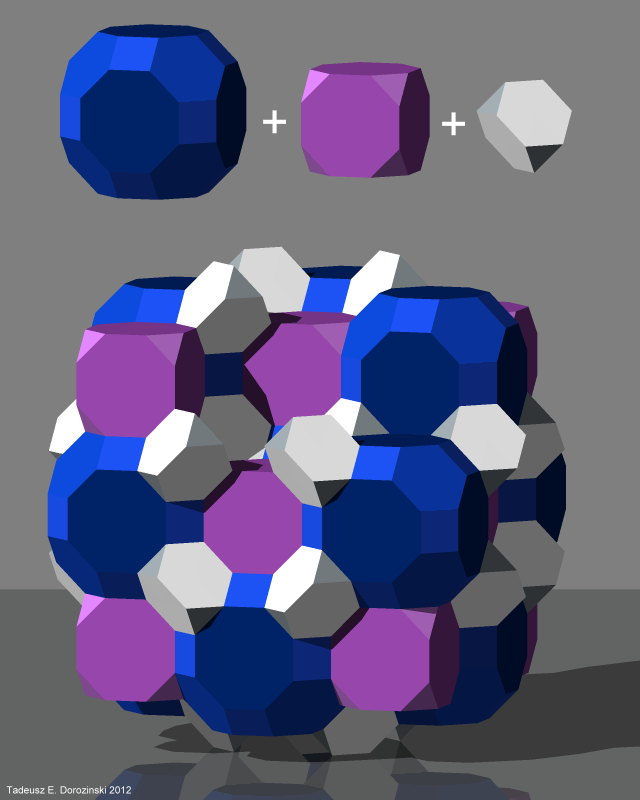

## Naam
Johannes Kepler gaf het veelvlak eerst de naam afgeknotte kuboctaëder. Wanneer een kuboctaëder wordt afgeknot ontstaat een veelvlak, waarvan de zijvlakken die daarbij ontstaan geen vierkanten, maar rechthoeken zijn. Het veelvlak kreeg daarna verschillende namen, waaronder dus grote rombische kuboctaëder.

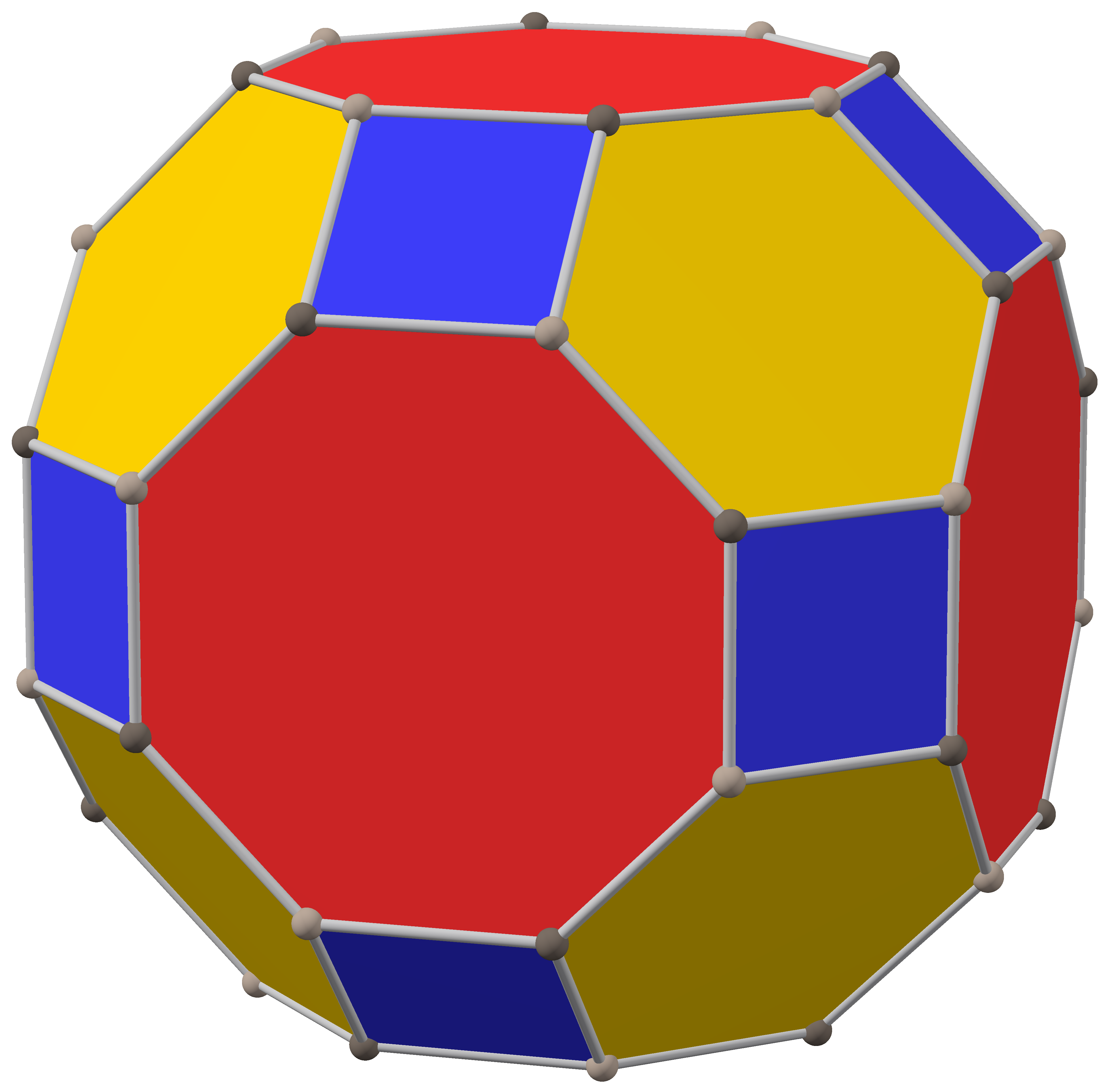
grote rombische kuboctaëder
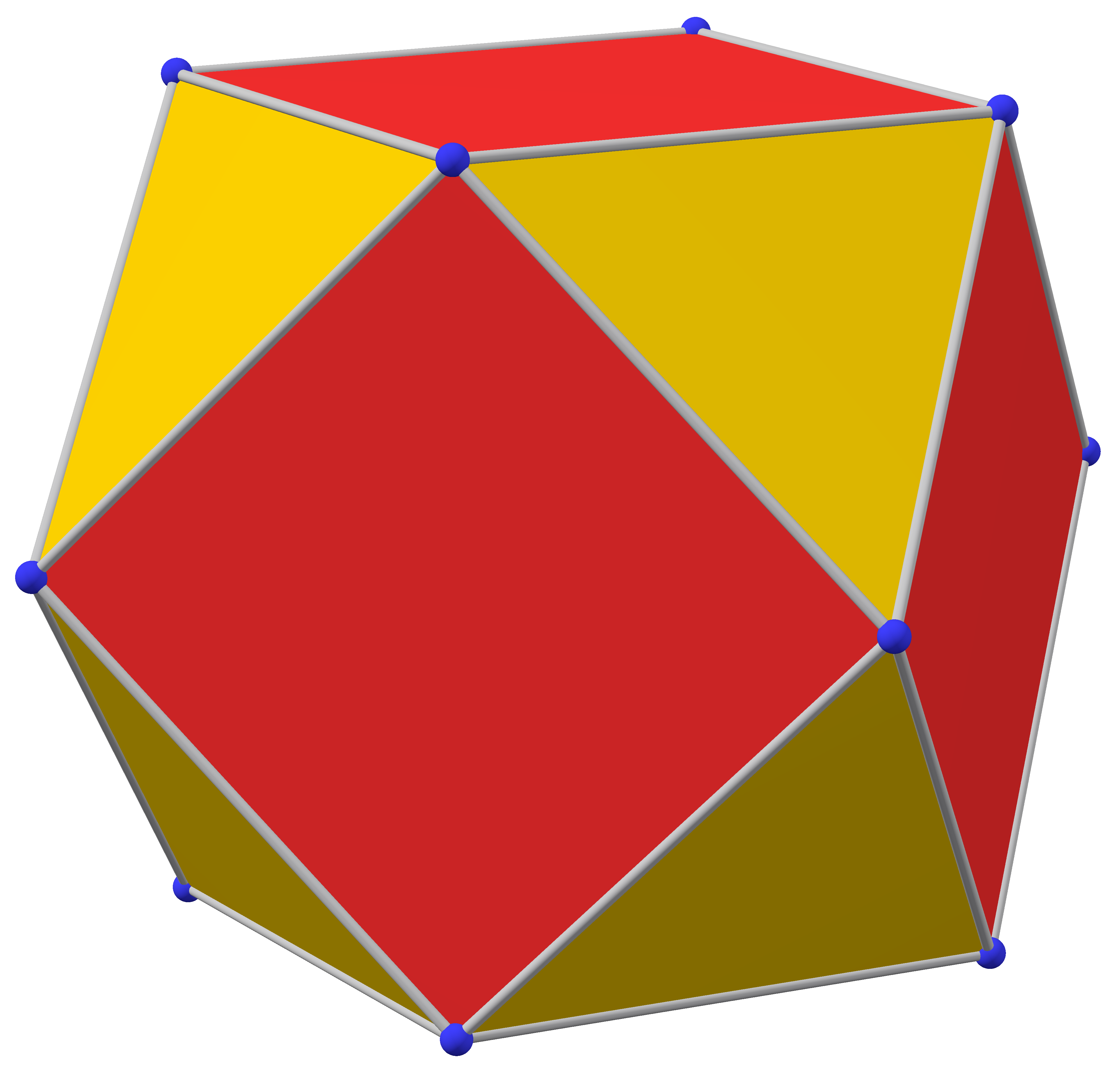
kuboctaëder
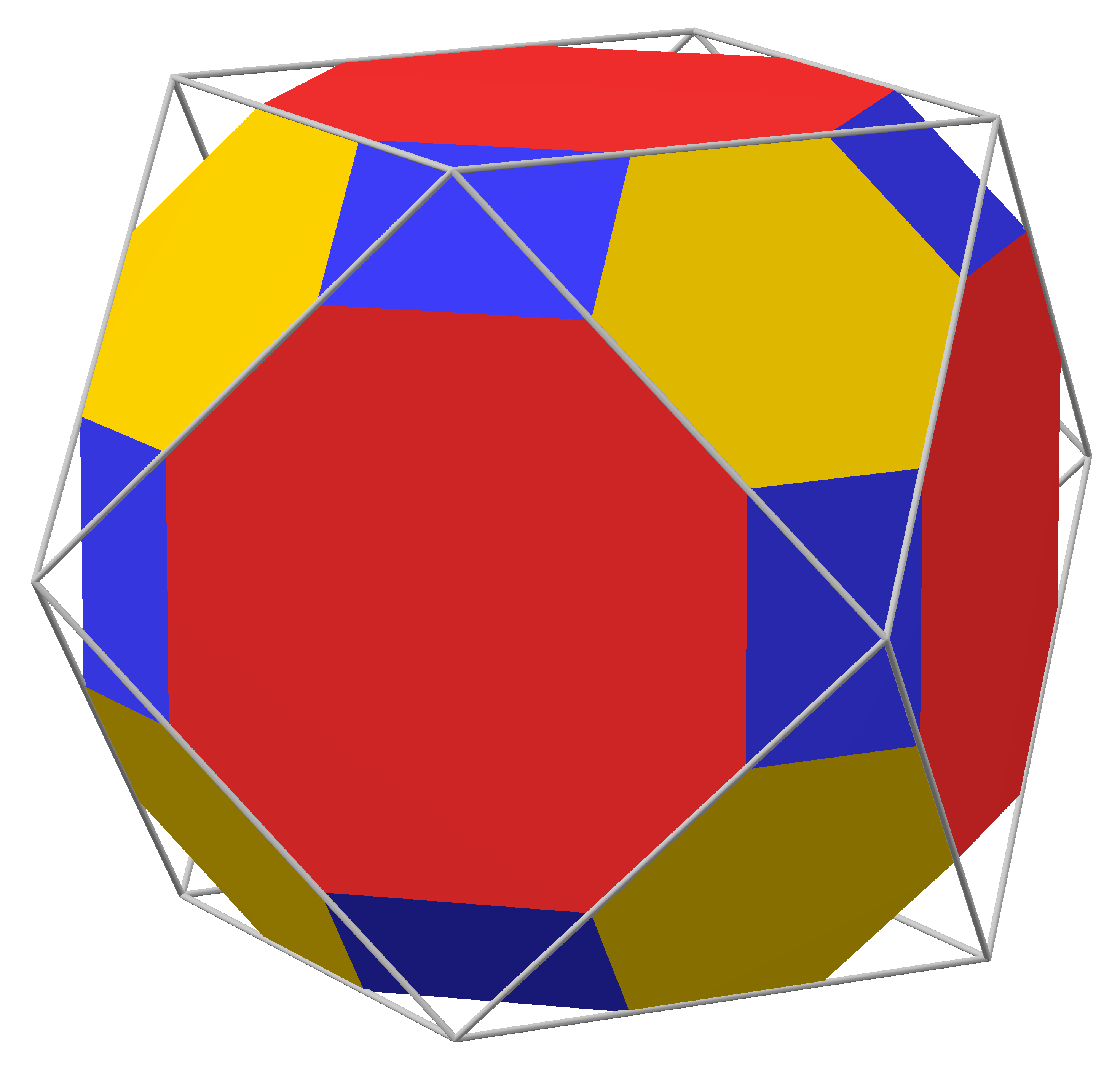
afgeknotte kuboctaëder

## Meetkunde
De oppervlakte A en inhoud V van een afgeknotte kuboctaëder waarbij a de lengte van een ribbe is, worden gegeven door:
{\displaystyle A=12(2+{\sqrt {2}}+{\sqrt {3}})~a^{2}\approx 61,7552~a^{2}}
{\displaystyle V=(22+14{\sqrt {2}})~a^{3}\approx 41,7990~a^{3}}
Uitgevouwen: